# Abdon Alinovi
Abdon Alinovi (Éboli, 6 de mayo de 1923 – Nápoles, 15 de febrero de 2018) fue un político italiano.
Alinovi nació en Éboli pero se trasladó a Nápoles y formar de manera activa en el Partido Comunista Italiano. En 1976, Alinovi obutvo un escaño en la Cámara de Diputados, representando en Nápoles hasta 1992. Posteriormente, se unió al partido Demócratas de Izquierda y se desempeñó como presidente del partido en Nápoles.